# Тарновский, Владислав
Граф Владислав Тарновский (пол. Władysław Tarnowski; 4 июля 1836, имение Врублевице близ села Рыхтичи, ныне Дрогобычский район Львовский области — 19 апреля 1878, на пароходе, плывшем из Японии в Сан-Франциско) — польский пианист, композитор, поэт и переводчик. Двоюродный брат литературоведа Станислава Тарновского.

## Жизнеописание
Владислав родился в семье Валерьяна Спицимира и Эрнестины Тарновских. Имел брата Станислава и сестру Марию. Воспитывался под присмотром гувернёра, в 1840 году остался без матери. Был очень способен к музыке. Местный органист научил мальчика читать ноты, и тот упражнялся дома на фортепиано. По семейным преданиям, Владислава ещё маленьким ребёнком показали Шопену, но документально это не подтверждено. В свои четырнадцать лет Владислав Тарновский уже сочинял музыку, писал стихи. Тяга к искусству усилилась от того, что Тарновские дружили с семьей Гротгеров, а сам Владислав был приятелем Артура Гротгера. С 1845 или 1846 учился в Лембергском иезуитском конвикте (школе-интернате) при костёле святого Николая, а потом — в Краковской гимназии. Поступил на юридический и философский факультеты Ягеллонского университета, который окончил в 1857 году, впоследствии, вопреки отцовской воле, учился в Парижской консерватории, у Даниэля Обера. Там дружил с музыкантом и музыковедом Альбертом Совинским и с историком и этнографом Франциском Духинским. В 1861 отец умер, и в день похорон сгорело поместье в Вороблевичах. Владислав как старший сын унаследовал хозяйствование имением и понемногу восстанавливал утраченное. Собирал произведения искусства и открыл музей в своей усадьбе. Построил в селе школу, нанял учителя и покупал для учащихся книги и тетради. По свидетельствам вороблевичских старожилов, его племянник, сын брата Станислава, на свои средства восстановил в селе церковь, сооружённую его предками в XVIII веке и разрушенную во время Первой мировой войны, а после установления советской власти был сослан в Сибирь в 1939 или 1940 году. Владислав Тарновский на некоторое время прервал обучение, чтобы принять участие в Польском восстании 1863 года. Работал во лембергской организации, которая помогала повстанцам, был секретным связным между Галицией и Национальным правительством в Варшаве. Также воевал в составе зуавов-смертников. Там же и написал военную песню «Jak to na wojence ładnie, я ułan z konia spadnie», доныне популярную, хотя и переработанную.
После подавления восстания Владислав Тарновский продолжил обучение музыке в Лейпцигской консерватории у Игнаца Мошелеса (фортепиано) и Э. Ф. Э. Рихтера (композиция), в 1863—1865 гг. анонимно опубликовал в Лейпциге три выпуска поэтических сочинений под общим названием «Стихи студента» (пол. Poezye Studenta). Наконец отправился в Рим совершенствовать своё мастерство под руководством Ференца Листа. Тот ценил своего ученика, сравнивал его с Антоном Рубинштейном и Гансом фон Бюловом и сам исполнял произведения Тарновского.
Тарновский концертировал во Вроцлаве (в 1860 и 1875 исполнял также свои произведения), Вене и Риме, Венеции и Флоренции (1872), Париже (1873) и Лемберге (1875), гастролировал по Греции, Сирии и Египте. Некоторое время жил в Индии и Японии, заинтересовавшись восточными культурами. В то же время публиковал в польской прессе стихи под псевдонимом «Эрнест Булава» (пол. Ernest Buława). Отдельными изданиями вышли в мир, в частности, его напечатанные в Лемберг мистерия по библейским мотивам «Исаак» (1871) и две драмы — «Карлински» (пол. Karlińscy, 1874) и «Иоанна Грэй» (пол. Joanna Grey, 1874).
Свободно владея английским, немецким, французским и итальянским языками, он перевёл на польский ряд произведений Уильяма Шекспира, Перси Биши Шелли, Вашингтона Ирвинга, Генриха Гейне, Максимилиана Берна, Пьера Корнеля. В активе также драматическая мистерия «Майя» Анджело де Губернатиса, с которым Тарновского сблизило увлечение Востоком, и польский перевод профессионального исследования Франца Бренделя «Очерк истории музыки».
Тарновский был также меценатом (поддерживал, в частности, Анджея Грабовского).
Среди композиций Тарновского — опера «Ахмед, или Пилигрим любви» (пол. Achmed, czyli Pielgrzym miłości, 1875, на собственное либретто по мотивам «Альгамбры» Вашингтона Ирвинга), струнный квартет ре мажор, Фантазия для скрипки и фортепиано, фортепианные и вокальные сочинения.
Владислав Тарновский умер от инфаркта, путешествуя из Японии в США на корабле «Пацифик» (англ. Pacific). Смерть наступила уже на подходе к Сан-Франциско. Похоронен в Вороблевичах.

## Музыкальные композиции

### Камерные
- Quatour Ré-majeur pour Deur Violons, Viola et Violoncelle (Струнный квартет ре мажор) (1874?)[9]
- Fantasia quasi una sonata (для скрипки и фортепиано)
- Souvenir d’un ange (для скрипки и фортепиано) (Вена, около 1876, издательство Кратохвилла/Kratochwill)

### Фортепианные
- 3 Mazurkas (Вена, около 1870, издательство A. Безендорфера/A. Bösendorfer)
- 2 пьесы:
  - Chant sans paroles
  - Valse-poeme (обе — Лейпциг, около 1870, издательство Х. Э. Канта/Ch. Е. Kahnt)
- Impromptu «L’adieu de l’artiste» (Вена, около 1870, издательство Гутманна/J. Gutmann)
- Souvenir de la Canée (концертная фантазия для фортепиано)[10]
- Sonata à son ami Zawadzki (Вена, около 1875, издательство Кратохвилла)
- Grande polonaise quasi rapsodie symphonique (Вена, около 1875, издательство Гутманна)
- Extases au Bosphor, fantasie rapsodie sur les melodies orientales op. 10 (Лейпциг, около 1875, издательство Р. Форберга/ R. Forberg)
- Полонез для Теофила Ленартовича (1872)[11]
- Траурный марш из симфонического произведения, посвященный памяти Августа Беловского (1876)[12]
- Обработка этюда оп. 25, № 7 Фредерика Шопена для виолончели и фортепиано (Лейпциг, 1874, издательство B&H)[13]
- Аве Мария (в: "Album Muzeum Narodowego w Rapperswyllu", 1876, стр. 577-578.)

- Andantino pensieroso

 (в: "Echo Muzyczne", 17 XII 1878) 

### Ноктюрны и романсы
- Nocturne dédié à sa soeur Marie (Вена, издание не датировано)[15]
- Nuit sombre[16]
- Nuit claire[16]

### Песни
Соло:
- Marsz ułański — или Pieśń żołnierza и Marsz żołnierzy Langiewicza, который начинается словами: «A kto chce rozkoszy użyć»; сегодня более известен со слов «Jak to na wojence ładnie» (первые публикации: Kieszonkowy słowniczek polski z melodiami, Познань, 1889, издательство Лайтгебера/J. Leitgeber и Piosenka wojenna, Лемберг, 1908, издательство Б. Полонецкого/B. Połoniecki, соответственно)

С фортепианным аккомпанементом:
- Cypryssen 5 characterische Gesänge (Вена, 1870, издательство A. Безендорфера), пятая песня: Ich sank verweint in sanften Schlummer [17]
- Neig, o Schöne Knospe (Вена, около 1870, издательство Гутманна)
- Kennst du die Rosen (Вена, около 1870, издательство Гутманна)
- Du buch mit Siegen Siegeln и Ob. Du Nun ruhst… (Вена, около 1870, издательство Кратохвилла)
- Still klingt das Glöcklein durch Felder (Вена, около 1875, издательство Гутманна)

- Klänge Und Schmerzen (Лейпциг, около 1870, издательство Х. Э. Канта)
- Nächtliche Regung (Лейпциг, близько 1870, издательство Х. Э. Канта)
- Mein Kahn
- Strofa dello Strozzi e la risposttadi Michalangelo (издательство Цариша/Carisch)[18]

### Сценические произведения
- Achmed oder Pilger Liebe (на собственное либретто. Опубликована партия фортепиано, Лейпциг, около 1875, издательство Г. Форберга)
- Karlińscy (музыка к собственному драматическому произведению, Лемберг, 1874, издательство Губриновича и Шмидта)
- Joanna Grey (музыка к собственному драматическому произведению, Вена, 1875, издательство Кратохвилла)

## Литературные произведения

### Поэтические сборники
- Poezye studenta (тома 1-4, с 1863-65 гг):
- Poezye Studenta — том 1. (Лейпциг, 1863, издательство Ф. А. Брокгауза/F.A. Brockhaus)
- Poezye Studenta — том 3. (Лейпциг, 1865, издательство Ф. А. Брокгауза)
- Poezye Studenta — том 4. (Лейпциг, 1865, издательство Ф. А. Брокгауза)
- Krople czary (Лейпциг 1865, видавництво Павла Роде/Paweł Rhode)
- Sonety tatrzańskie (1865)
- Szkice helweckie i Talia (Лейпциг, 1868, издательство Павла Роде)
- Piołuny (Дрезден, 1869, типография Ю. И. Крашевского)
- Nowe Poezye (1872, издательство Зайферта и Чайковского/Seyfert i Czajkowski)
- Kochankowie ojczyzny (поэма, 1872)
- Obrazy z kraju (1877)

### Стихи
- Na śmierć Żołnierza Polskiego Marcina T. (приблизительно 1862, книжное издание 1865)
- Do Władysława Zwierkowskiego i Filipa Kahanego (после 1863)
- Bądźmy gotowi (1865)
- Na śmierć Juliusza T. (1865)
- Do S… T… (опубликовано 1865)
- Krzyk sarmatki (1867)
- Modlitwa niemego
- Na dymissyę Belkredego (1867)
- Prywata a doktrynerka (1868)
- Kolibry (1868)
- Pamięci Sierakowskiego (1868)
- Pamięci Jurgensa (1868)
- Pamięci Mieczysława Romanowskiego (1868 или ранее)
- Pamięci Traugutta (1868 или ранее)
- Modlitwa niemego (1868)
- Kwestya szkółek (1868)
- Z płomieni (1869)
- Tryumfator (программа к симфонии) (1869)
- Pamięci J. K. Turskiego (1870)
- Praxytel i Fryne (1871)
- Neapol (1875)
- Pomnik Bielowskiego (1876))
- Naśladowanie z arabskiego (1876)
- Tęcze wspomnień (1876)
- Odwiedziny u Kanarisa (1876)
- Wspomnienie Skinderowi Paszy (1876)
- Nad brzegami Barada (1877)
- Tęsknota ducha (1878)

### Песни
- Podzwonne (1857)
- Jak to na wojence ładnie
- Na bagnety (1863)
- Pieśń druga z Lutni (1863)
- Piołunowy hymn (1865)
- Oda na cześć Żuawów nieśmiertelnych (1865)
- Hymn wiosenny (1866)
- Córeczka grabarza (1869)
- Madonno moja (1875)

### Драмы
- Izaak. (Лемберг, 1871)
- В серии Ernesta Buławy Utwory Dramatyczne:
  - Toм I — Karlinscy. Лемберг, издательство Губриновича и Шмидта, 1874
  - Toм II — Joanna Grey. Лемберг, издательство Губриновича и Шмидта, 1874 (с этим драматическим произведением связана увертюра Владислава Тарновского, но её приобщили позже)
  - Toм III — Ostatnie sądy kapturowe и Finita la comedia (упомянуты в томе II; опубликованы, вероятно, также в издательстве Губриновича и Шмидта),
- Achmed, pielgrzym miłości (либретто на немецком языке Achmed oder die Pilger der Liebe)

### Проза
- Talia (1868)
- Przechadzki po Europie (1871)

### Переводы
- Джеймс Макферсон. Pieśni Osjana, а также по мотивам: Z dziejów «Ossjana» w Polsce  (англ.) (посмертное издание), издательство Михала Арцта/M. Arct, Варшава, 1927
- Уильям Шекспир. Hamlet  (англ.) (последние издания: Hamlet, królewicz duński — под редакцией Гжегожа Синка/Grzegorz Sinko), Zakład Narodowy im Ossolińskich, Warszawa, 1953; Hamlet — под редакцией С. Гельштинского/St. Helsztyński), Zakład Narodowy im Ossolińskich, Wrocław, Kraków, 1971)
- Франц Брендель. Zarys historii muzyki/Grundzüge der Geschichte der Musik (5 томів, Лейпциг, 1866)[19]
- Франц Брендель. Liszt jako symfonik, skreślił dr. Brendel, z dodaniem artykułu krytyczno-muzykalnego Ludwika Leona Gozlana spolszczył W. T.  (нем.) (Лемберг, 1870)[20]
- Людвиг Фоглар. Męczennicy fantazji. Рассказы, в журнале Świt, 1872, № 6-14
- Cyd, по испанскому романсеро, с перевода Гердера. Cyd pod Ferdynandem Wielkim, часть 1, Świt, 1872, № 17-26.
- Анджело де Губернатис. Maja, mysteryum dramatyczne, z szeregu dramatów indyjskich wyjęte Архивная копия от 19 мая 2014 на Wayback Machine  (итал.) Ruch Literacki, 2, 1875; а также Лемберг, 1876, издательство Губриновича и Шмидта),
- Гектор Берлиоз. Nowela przeszłości. 1555. Pierwsza opera  (фр.). Ruch Literacki, 2, 1876 (первое произведение из цикла Les Soirées de l’orchestre, том из первой половины 1876 года, с. 81-84)
- Гектор Берлиоз. Grand traité d’instrumentation et d’orchestration modernes[21] под переводным названием — O instrumentacji
- Эжен Эменис (фр. Eugène Yemeniz). Bohaterowie Grecji  (фр.) Ruch Literacki, в томе второй половины 1876 года, с. 57-58, 72-73, 90-91, 105—108, 119—120, 135—136, 153—154, 169—170, 184—185, 200—201, 216—217, 233, 246—247, 264—266, 280—281, 295—296)
- Генрих Гейне. Sobowtór,  (нем.) (1866)
- Джордж Гордон Байрон. Piosnka portugalska  (англ.) (1869)
- Перси Биши Шелли. Hymn do nocy,  (англ.) (1869)
- Максимилиан Берн. Pięć tekstów do muzyki  (нем.):

I. Dwie dusze (1872),
II. Trzech muzykantów (1872),
III. Kwiat tajemniczy (1872),
IV. Młodzian Jeziora(1869, вид. 1872),
V. Zwiędły liść (1872),
Стихи и тексты музыкальных произведений Владислава Тарновского, его статьи, рецензии на литературные и музыкальные произведения публиковались в различных изданиях, таких как Ruch literacki, Tygodnik ilustrowany, Gazeta Narodowa, Dziennik Literacki, Dziennik Poznański, Gazeta Polska (Чикаго), Mrówka, Świt, Tydzień Polityczny, Naukowy, Literacki i Artystyczny (выходил в Дрездене под редакцией Ю. И. Крашевского) и «Kłosy».